# Coupe de Tunisie de football 1960-1961
Navigation
Coupe de Tunisie 1959-1960 Coupe de Tunisie 1961-1962
La Coupe de Tunisie de football 1960-1961 est la 6e édition de la coupe de Tunisie depuis 1956, et la 31e au total. Elle est organisée par la Fédération tunisienne de football (FTF).

## Résultats

### Premier tour éliminatoire
Disputé le 25 septembre 1960, le premier tour éliminatoire concerne les équipes de troisième et quatrième division, dont quatorze doivent se qualifier au deuxième tour. Mais, au vu du nombre élevé de clubs engagés, une deuxième phase est nécessaire pour écarter cinq autres clubs.
- Éliminatoires Nord :
  - Club sportif des cheminots bat Jeunesse sportive omranienne
  - Widad athlétique de Tunis bat Association sportive des PTT (Tunis)
  - Club olympique du Kram bat Association sportive Ittihad
  - Association sportive de l'Ariana bat Société sportive Aurora
  - Racing Club de Mégrine bat Wardia Sport
  - Stade nabeulien bat El Baâth sportif de Béni Khiar
  - Olympique de Béja bat Association sportive souk-arbienne
  - Club medjezien bat Association sportive musulmane de Souk El Khemis (Bousalem)
  - Club sportif de Téboursouk qualifié par tirage au sort
  - Club olympique tunisien bat Union sportive goulettoise
  - Patrie Football Club bizertin bat Jeunesse sportive de Bou Arada
  - Club athlétique du gaz bat Association sportive des traminots
  - Grombalia Sports bat Association sportive d’Hammamet
  - Avenir populaire de Soliman bat Étoile sportive de Menzel Temime
  - Éclair sportif d’Ebba Ksour bat Étoile sportive aounienne
  - Association sportive de Ghardimaou bat Union sportive khémissienne (Bousalem)
- Éliminatoires Sud :
  - Gazelle sportive de Moularès bat Espérance sportive de Zarzis
  - Croissant sportif d’Akouda bat Enfida Sports
  - Ennahdha sportive de Jemmal bat Union sportive de Ksour Essef

### Éliminatoires complémentaires
Cinq matchs sont disputés le 20 novembre 1960 pour réduire le nombre des qualifiés de 19 à 14.
- Éliminatoires Nord :
  - Club olympique du Kram bat Racing Club de Mégrine
  - Olympique de Béja bat Club medjezien
  - Grombalia Sports bat Avenir populaire de Soliman
  - Club sportif de Téboursouk bat Éclair sportif d’Ebba Ksour
- Éliminatoires Sud :
  - Ennahdha sportive de Jemmal bat Croissant sportif d’Akouda

### Deuxième tour préliminaire
Disputé le 20 novembre 1960, au niveau régional, le deuxième tour préliminaire réunit les quatorze qualifiés des troisième et quatrième divisions (douze au Nord et deux au Sud) et les 24 équipes de deuxième division.
- Nord :
  - Club sportif des cheminots - Sporting Club de Ben Arous : 2 - 1
  - Mouldia sportive de Den Den - Étoile sportive de Radès : 2 - 0
  - Club olympique du Kram - Association sportive de l'Ariana : 1 - 0
  - Al Mansoura Chaâbia de Hammam Lif - Club olympique tunisien : 1 - 1 puis victoire du premier club
  - Stade africain de Menzel Bourguiba - Patrie Football Club bizertin : 2 - 1
  - Grombalia Sports - Stade nabeulien : 2 - 0 (qualifié aux corners)
  - Union sportive musulmane - Club athlétique du gaz : 1 - 0
  - Olympique de Béja - Jeunesse sportive métouienne : 4 - 2
  - Al Hilal - Widad athlétique de Tunis : 2 - 1
  - Olympique du Kef - Football Club de Jérissa : 1 - 0
  - Club sportif de Téboursouk - Association sportive de Ghardimaou : 2 - 2 (8 - 4 aux corners)
  - Jeunesse sportive de Tebourba - Association des anciens élèves de Mateur : 2 - 1
- Sud :
  - Patriote de Sousse - Espoir sportif de Hammam Sousse : 5 - 0
  - Stade gabésien - Association sportive de Djerba : 2 - 0
  - Jeunesse sportive kairouanaise - Ennahdha sportive de Jemmal : 2 - 0
  - Étoile sportive de Métlaoui - La Palme sportive de Tozeur : 2 - 2 (3 - 1 aux corners)
  - Gazelle sportive de Moularès - Football M’dilla Club : 3 - 1
  - Sfax railway sport - Union sportive de Gafsa-Ksar : 3 - 1
  - Union sportive monastirienne - Sporting Club de Moknine : 1 - 0

### Seizièmes de finale
En plus des 19 qualifiés du tour précédent, onze clubs de division nationale font leur entrée en coupe. Le Stade tunisien, détenteur du titre, est qualifié d’office pour les huitièmes de finale. Les matchs ont lieu le 1er janvier 1960.
| Équipe 1                           | Équipe 2                      | Score 90'         |
| ---------------------------------- | ----------------------------- | ----------------- |
| Club sportif de Hammam Lif         | Mouldia sportive de Den Den   | 5 - 2             |
| Union sportive monastirienne       | Club africain                 | 2 - 1             |
| Étoile sportive du Sahel           | Patriote de Sousse            | 3 - 0             |
| Al Hilal                           | Union sportive musulmane      | 2 - 1             |
| Club athlétique bizertin           | Club olympique du Kram        | 1 - 0             |
| Union sportive tunisienne          | Sfax railway sport            | 4 - 1             |
| Stade gabésien                     | Club tunisien                 | 1 - 0             |
| Olympique du Kef                   | Étoile sportive de Métlaoui   | 3 - 0             |
| Jeunesse sportive kairouanaise     | Gazelle sportive de Moularès  | 6 - 0             |
| Avenir musulman                    | Grombalia Sports              | 2 - 1             |
| Stade populaire                    | Olympique de Béja             | 3 - 0             |
| Al Mansoura Chaâbia de Hammam Lif  | Club sportif de Téboursouk    | 6 - 0             |
| Stade africain de Menzel Bourguiba | Stade soussien                | 4 - 3             |
| Espérance sportive de Tunis        | Jeunesse sportive de Tebourba | 6 - 0             |
| Club sportif des cheminots         | El Makarem de Mahdia          | 2 - 0             |
| Stade tunisien                     | -                             | Qualifié d’office |

### Huitièmes de finale
| Équipe 1                           | Équipe 2                       | Score 90'                     |
| ---------------------------------- | ------------------------------ | ----------------------------- |
| Stade tunisien                     | Union sportive monastirienne   | 1 - 0                         |
| Club sportif de Hammam Lif         | Al Hilal                       | 5 - 3                         |
| Al Mansoura Chaâbia de Hammam Lif  | Union sportive tunisienne      | 0 - 0 (qualifiée aux corners) |
| Club athlétique bizertin           | Stade gabésien                 | 2 - 0                         |
| Avenir musulman                    | Olympique du Kef               | 3 - 1                         |
| Étoile sportive du Sahel           | Stade populaire                | 3 - 1                         |
| Espérance sportive de Tunis        | Club sportif des cheminots     | 3 - 0                         |
| Stade africain de Menzel Bourguiba | Jeunesse sportive kairouanaise | 3 - 0                         |

### Quarts de finale
| Équipe 1                          | Équipe 2                           | Score 90' |
| --------------------------------- | ---------------------------------- | --------- |
| Stade tunisien                    | Club athlétique bizertin           | 1 - 0     |
| Al Mansoura Chaâbia de Hammam Lif | Club sportif de Hammam Lif         | 2 - 1     |
| Espérance sportive de Tunis       | Étoile sportive du Sahel           | 2 - 0     |
| Avenir musulman                   | Stade africain de Menzel Bourguiba | 5 - 1     |

### Demi-finales
| Équipe 1        | Équipe 2                          | Score 90' |
| --------------- | --------------------------------- | --------- |
| Stade tunisien  | Al Mansoura Chaâbia de Hammam Lif | 2 - 1     |
| Avenir musulman | Espérance sportive de Tunis       | 3 - 2     |

### Finale
| Date          | Équipe 1        | Équipe 2        | Score 90' |
| ------------- | --------------- | --------------- | --------- |
| 23 avril 1961 | Stade tunisien  | Avenir musulman | 0 - 0     |
| 28 mai 1961   | Avenir musulman | Stade tunisien  | 3 - 0     |

La finale est arbitrée par Mustapha Bellakhouas, secondé par Mustapha Daoud et Chedly Toumi, pour les deux éditions.

## Meilleurs buteurs
Hamadi Chehab (ASM) et Habib Mougou (ESS) marquent chacun cinq buts, suivis d'Abdelmajid Tlemçani, Rached Meddeb (EST) et Salem Remili (AMCH) avec quatre buts chacun. Ammar Merrichkou, en réalisant un triplé en finale, réalise une performance jusqu’ici inégalée. 